# HWA (azienda)
La HWA (acronimo di Hans Werner Aufrecht) è un'azienda tedesca con sede ad Affalterbach specializzata nella produzione di veicoli e componenti da competizione. Fondata da Hans Werner Aufrecht, che prima di essa aveva fondato la AMG, è storicamente legata alla Mercedes-Benz fin dalla sua nascita. Per la casa di Stoccarda ha svolto il ruolo di scuderia ufficiale nel DTM dal 2000 al 2018 e nella Formula E dal 2019 al 2022. È il team più vincente nella storia del DTM, essendosi aggiudicata 8 titoli piloti, 11 titoli scuderie e 11 titoli costruttori. Attualmente l'azienda sovrintende il reparto corse clienti della Mercedes, occupandosi della produzione e dell'assistenza post-vendita delle versioni con specifiche GT2, GT3 e GT4 della Mercedes-AMG GT.

## Storia

### Deutsche Tourenwagen Masters

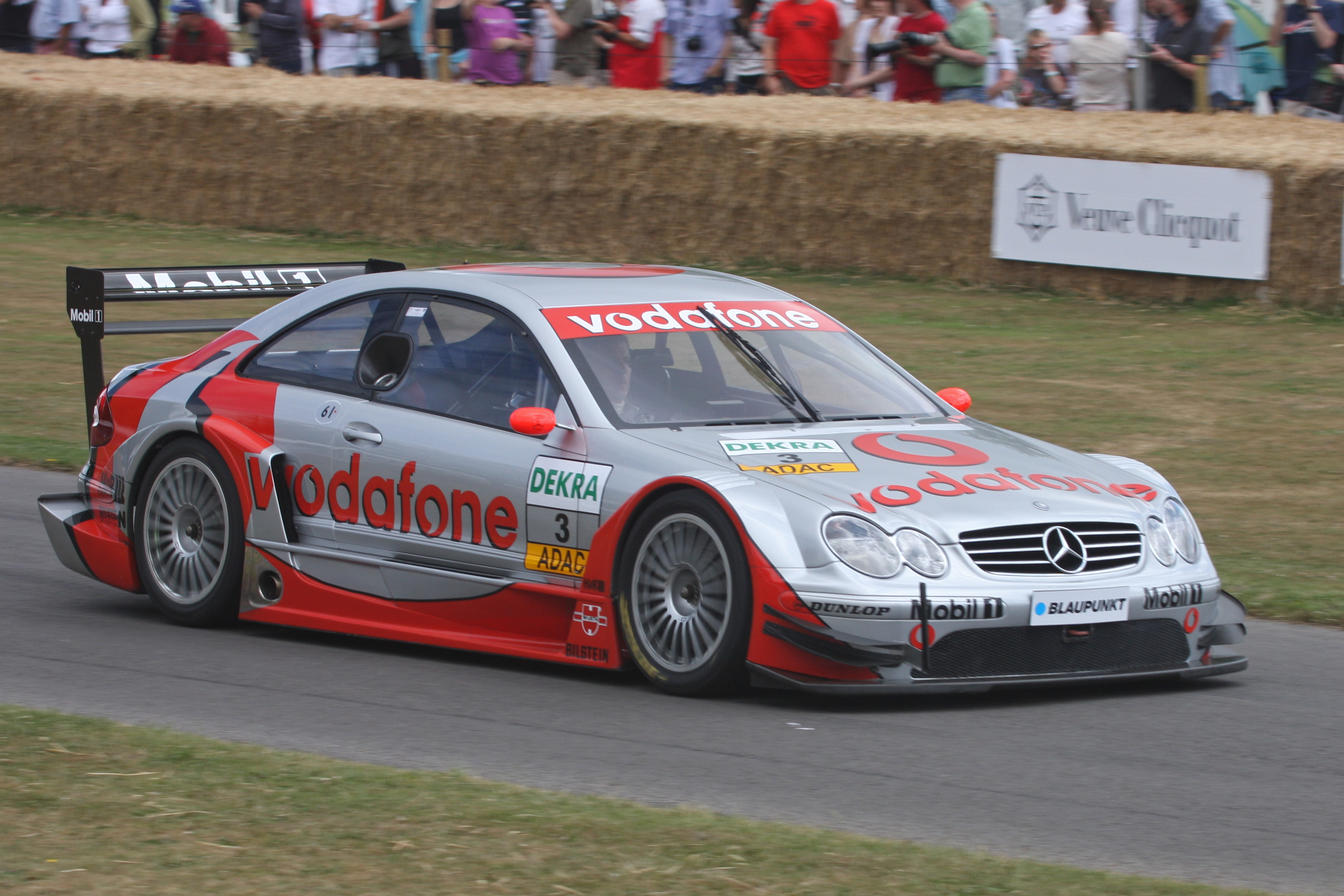
Bernd Schneider alla guida di un'AMG-Mercedes CLK DTM nel 2003

Nel 1999 Hans Werner Aufrecht, fondatore e proprietario della AMG, fonda contestualmente una nuova società, la HWA AG, con sede anch'essa ad Affalterbach. Come parte dell'accordo, la casa di Mercedes-Benz trasferisce alcune competenze alla neonata società. Nello specifico la HWA ha ricevuto il compito di gestire il programma ufficiale Mercedes nel DTM, campionato rilanciato nel 2000 dopo 5 anni di assenza; per fare ciò il costruttore ha chiuso il suo programma nella 24 Ore di Le Mans.
Per la stagione inaugurale la scuderia ha preparato otto Mercedes CLK, quattro delle quali schierate direttamente, mentre le altre quattro sono state cedute al Team Rosberg e alla Persson Motorsport, anch'essi team ufficiali Mercedes ma non impegnati nello sviluppo delle vetture. Alla guida delle sue vetture la HWA ha ingaggiato Bernd Schneider, spostato nel DTM dalla Mercedes dopo aver chiuso il programma nella 24 Ore di Le Mans, Thomas Jäger, Klaus Ludwig e Marcel Fässler. I rivali del team in questa stagione sono le varie Opel ufficiali e le Audi semiufficiali. L'annata rivela ricca di successi: i piloti HWA si classificano infatti ai primi quattro posti della classifica finale, permettendo alla scuderia (divisa in due team per motivi regolamentari) di occupare il primo e il terzo posto nella classifica scuderie.
Per la stagione 2001, la scuderia ha preparato sei vetture con nuovi aggiornamenti, due delle quali sono state cedute alla Manthey Racing, mentre il Team Rosberg e la Persson Motorsport hanno mantenuto le vetture dell'anno precedente. Tra i piloti Jäger è stato retrocesso alla Persson Motorsport, mentre Ludwig si è ritirato dalle competizioni; al loro posto sono stati ingaggiati Peter Dumbreck, promosso dalla Persson Motorsport, e Uwe Alzen, strappato alla Opel. Anche questa stagione è dominata dalla HWA: Schneider ha vinto il suo secondo titolo consecutivo e ancora una volta i piloti HWA si sono classificati ai primi quattro posti, mentre i due team HWA si sono classificati ai primi due posti della classifica scuderie.
Per la stagione 2002 la scuderia ha ceduto le sue quattro vetture del 2001 al Team Rosberg e alla Persson Motorsport e ha preparato quattro nuove vetture, basate sulla nuova generazione della CLK. Dumbreck è stato retrocesso alla Persson Motorsport e al suo posto è stato ingaggiato Jean Alesi, in uscita dalla Formula 1. Nonostante ciò la stagione non si rivela vincente come le precedenti: il titolo piloti viene infatti vinto da Laurent Aïello su Audi, mentre il migliore dei piloti HWA è Schneider, che si classifica secondo. Nonostante ciò uno dei due team HWA vince la classifica scuderie, mentre l'altro si classifica terzo.
Nel 2003, come nella stagione precedente, la scuderia ha costruito quattro nuove vetture e ha ceduto quelle del 2002 al Team Rosberg e alla Persson Motorsport, mentre la Manthey Racing si è ritirata dal DTM dopo due stagioni. Alzen non ha rinnovato il suo contratto con la Mercedes ed è stato sostituito da Christijan Albers, promosso dal Team Rosberg. L'annata si rivela nuovamente positiva, con Schneider che vince il suo terzo titolo piloti in quattro anni e i quattro piloti HWA si sono classificati tutti nei primi cinque posti. I due team HWA si sono classificati al primo e secondo posto nella classifica scuderie; è stato inoltre creato un nuovo titolo riservato ai costruttori, vinto proprio dalla Mercedes.

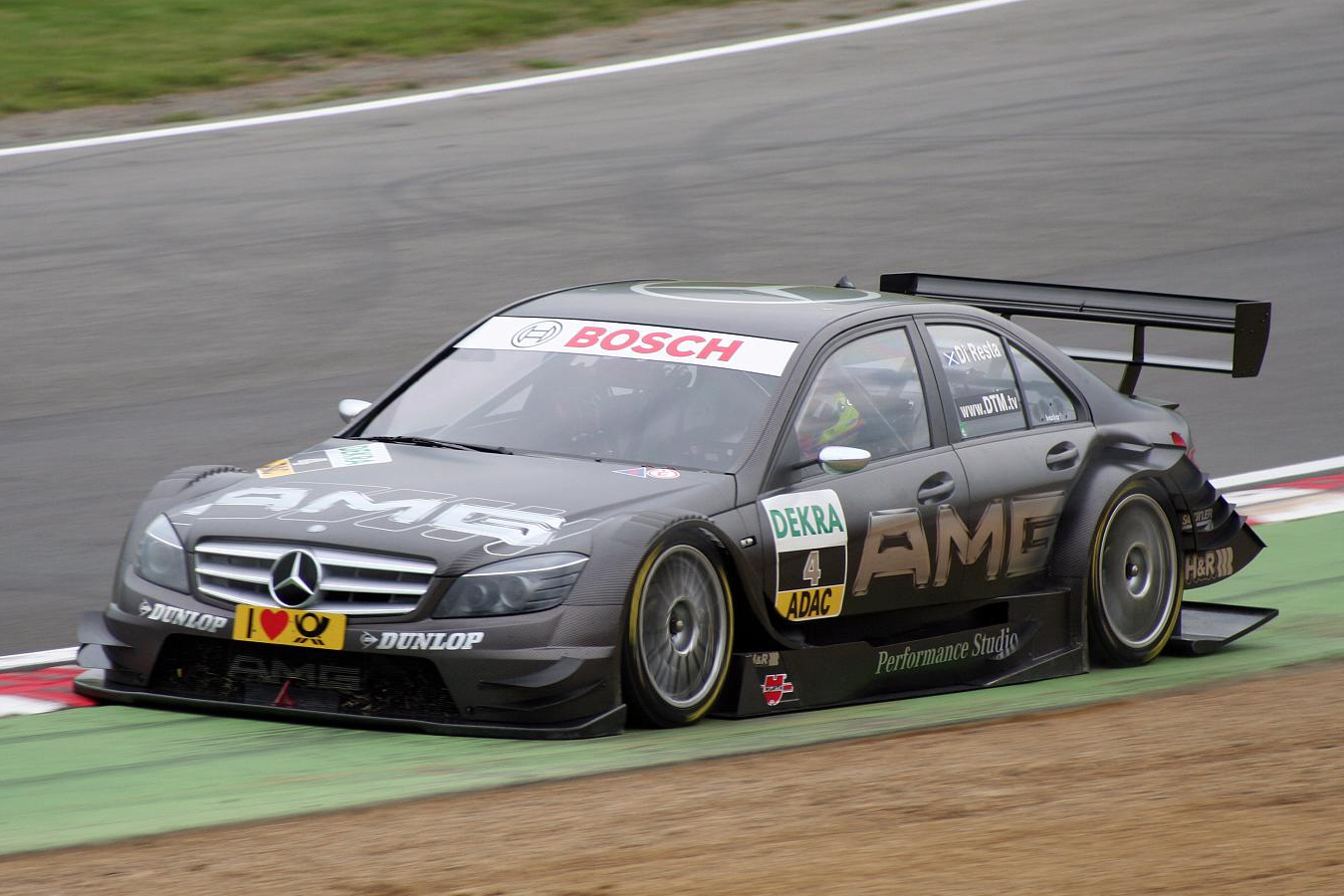
Paul di Resta alla guida di un'AMG-Mercedes Classe C nel 2007

Nel 2004 è stato introdotto un cambiamento regolamentare, secondo il quale le nuove vetture DTM sarebbero state basate su berline a quattro porte e non più su coupé; per questo motivo la vettura 2004 è stata costruita sulla nuova Classe C, mentre e vetture del 2003 sono state cedute come negli anni precedenti a Team Rosberg e Persson Motorsport. Inoltre l'Audi, che negli anni precedenti non era stata impegnata ufficialmente, ha debuttato come costruttore affiancandosi a Mercedes e Opel. Fässler è passato alla Opel e al suo posto è stato ingaggiato Gary Paffett, promosso dal Team Rosberg. Proprio l'inglese è stato il migliore dei piloti HWA con il secondo posto generale, mentre i due team HWA si classificano secondo e terzo. La stagione si rivela però nel complesso deludente; è infatti il primo anno dal debutto in cui la scuderia non riesce ad aggiudicarsi nemmeno un titolo. Nemmeno tra i costruttori la Mercedes è riuscita ad avere la meglio, classificandosi seconda dietro ad Audi.
In vista della stagione 2005 il Team Rosberg si è ritirato dal DTM ed è stato sostituito dalla Mücke Motorsport, che come la Persson Motorsport, ha ottenuto le vetture della stagione precedente. Sul fronte piloti Albers non ha rinnovato il suo contratto con la Mercedes per firmare con la Minardi in Formula 1 e al suo posto è stata ingaggiata l'ex leggenda della Formula 1 Mika Häkkinen. La stagione ha visto entrambi i titoli in mano HWA con Paffett che si è aggiudicato il titolo piloti, i team HWA rispettivamente primo e quarto e la Mercedes campione costruttori.
Nel 2006 la Opel si è ritirata dal campionato, lasciando solo Mercedes e Audi e causando la cancellazione del titolo costruttori. Come negli anni precedenti, le vetture del 2005 sono state cedute agli altri team. Paffett è stato promosso dalla Mercedes ed è diventato collaudatore della McLaren (team ufficiale Mercedes) in Formula 1, mentre Alesi è stato retrocesso alla Persson Motorsport; al loro posto sono stati ingaggiati Jamie Green e Bruno Spengler, entrambi promossi dalla Persson Motorsport. La stagione ha visto il quarto titolo della stella del team, Bernd Schneider, con i due team HWA primo e secondo in classifica piloti.
Nel 2007 sono state cedute le vecchie auto agli altri team come negli anni precedenti, mentre i piloti sono stati confermati in blocco. La stagione non si è però rivelata ricca di successi; tra i piloti HWA il migliore è stato Spengler, mentre nella classifica scuderie i due team HWA si sono classificati al secondo e terzo posto. È stata la seconda stagione dal debutto della scuderia nel DTM nel quale non ha ottenuto alcun titolo.
Nel 2008 Häkkinen si è ritirato dalle corse e al suo posto è stato ingaggiato Paul di Resta, promosso dalla Persson Motorsport. Proprio il britannico è stato il migliore dei piloti HWA con un secondo posto finale; nonostante ciò uno dei due team HWA si è aggiudicato il titolo scuderie, mentre il secondo si è classificato quarto.
Nel 2009 la leggenda del team Schneider, dopo nove stagioni e quattro titoli piloti conquistati, ha annunciato il suo ritiro dalle corse. Inoltre Green è stato retrocesso alla Persson Motorsport. Al loro posto sono stati ingaggiati l'ex pilota di Formula 1 Ralf Schumacher, promosso dalla Mücke Motorsport, e Paffett, promosso dalla Persson Motorsport. Anche in questa stagione la scuderia non è riuscita ad aggiudicarsi il titolo piloti, con Paffett e di Resta che si sono classificati rispettivamente secondo e terzo. In classifica scuderie, tuttavia, uno dei due team HWA è riuscito ad aggiudicarsi il titolo, mentre il secondo si è classificato quarto.
Nel 2010 i quattro piloti dell'anno precedente sono stati tutti confermati. L'annata si rivela la migliore degli ultimi anni: di Resta, Paffett e Spengler si sono classificati primo, secondo e terzo. Anche in classifica scuderie i due team HWA ottengono fantastici risultati, classificandosi al primo e secondo posto.
Per il 2011 Di Resta ha lasciato il team per firmare con la Force India, in Formula 1, e al suo posto è stato ingaggiato Jamie Green, promosso dalla Persson Motorsport. La stagione non si è però rivelata all'altezza della precedente, in quanto la scuderia non è riuscita ad aggiudicarsi nessun titolo, ottenendo come migliori piazzamenti un terzo posto in classifica piloti (ad opera di Spengler) e un secondo posto in classifica scuderie.

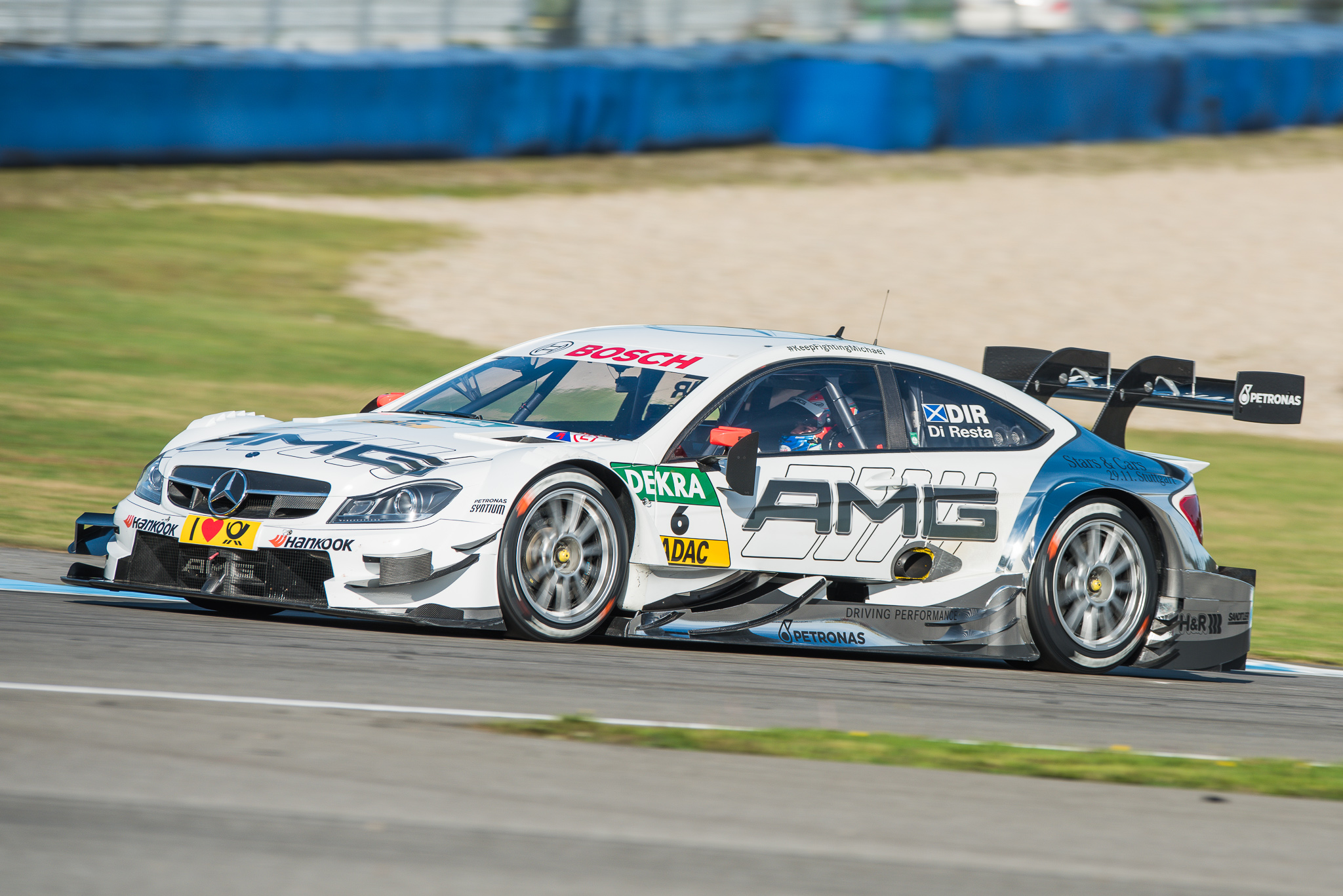
Paul di Resta alla guida di un'Mercedes Classe C Coupé DTM nel 2014

Il 2012 ha portato ad uno stravolgimento del regolamento tecnico; le nuove vetture DTM hanno infatti adottato la carrozzeria coupé e non più quella d berlina tre volumi. Ogni team, inoltre, ha dovuto adottare vetture dell'anno in corso. Per questo motivo la HWA ha costruito otto nuove Mercedes Classe C Coupé con le nuove specifiche; quattro di queste sono state portate in pista direttamente dal team, mentre le altre sono state equamente divise tra la Mücke Motorsport e la Persson Motorsport. Il nuovo regolamento ha inoltre portato al ritorno della BMW nel campionato e la conseguente istituzione di un terzo titolo riservato ai costruttori. Proprio il costruttore di Monaco di Baviera ha soffiato Spengler alla Mercedes. Per sostituire il canadese è stato ingaggiato Christian Vietoris, promosso dalla Persson Motorsport. Per il secondo anno consecutivo, tuttavia, il team non è riuscito ad aggiudicarsi nessun titolo, ottenendo un secondo e un terzo posto in classifica piloti con Paffett e Green e un secondo e un terzo posto in classifica scuderie.
Il 2013 ha visto una riduzione delle Mercedes in griglia da otto a sei a causa della chiusura della Persson Motorsport. Inoltre Green è stato ingaggiato dall'Audi e Schumacher si è ritirato dalle corse. Al loro posto sono stati ingaggiati Roberto Merhi e Robert Wickens, promossi rispettivamente dalla Persson Motorsport e dalla Mücke Motorsport. La stagione si è rivelata ancora una volta povera di successi; nessuno dei piloti HWA si è infatti classificato tra i primi tre mentre il migliore dei due team HWA si è posizionato terzo nella classifica scuderie. Dopo la vittoria di altri due titoli nel 2015 e nel 2018, la Mercedes annuncia il suo ritiro dalla serie.

### Programma GT

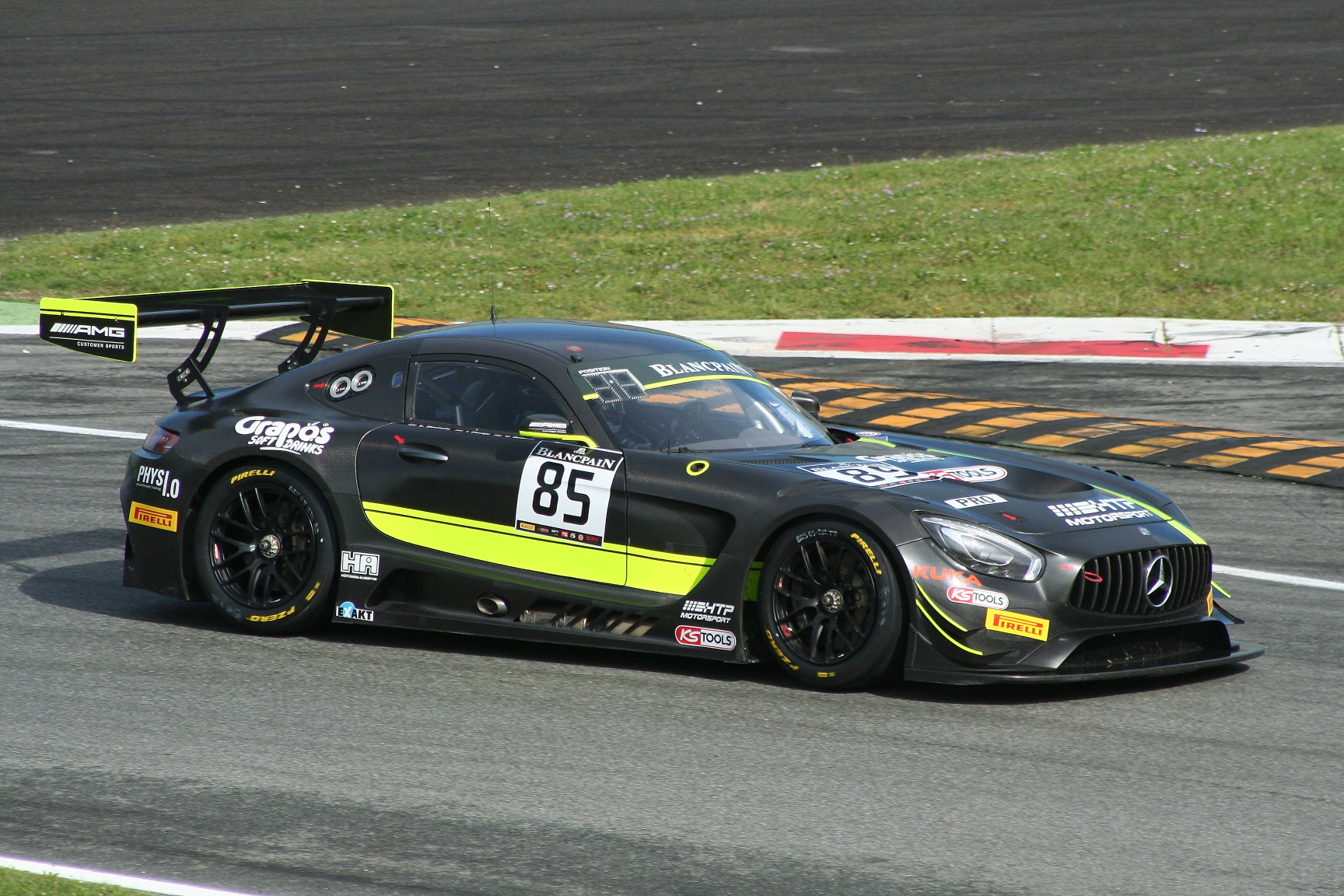
Una Mercedes-AMG GT3 prodotta dalla HWA

A partire dal 2010, in concomitanza con la nascita del reparto corse clienti della Mercedes, alla HWA ne è stata affidata la gestione dello stesso. Le vetture da competizione tedesche destinate alla vendita sono infatti interamente progettate e costruite da HWA. L'azienda si occupa inoltre della gestione dei servizi post-vendita, fornendo in alcuni casi supporto in loco durante le gare. Alla fine del 2019 HWA aveva costruito e venduto circa 400 vetture, che avevano partecipato a gare in Europa, America, Asia e Oceania.
La prima vettura progettata e costruita dalla HWA è stata la versione con specifiche GT3 della Mercedes-Benz SLS AMG, prodotta dal 2010 al 2015. Nel 2016 è stata lanciata la versione GT3 della Mercedes-AMG GT, che è stata poi affiancata a partire dal 2017 da una versione con specifiche GT4, più vicine al modello di serie. Nel 2020 ha debuttato una versione aggiornata della Mercedes-AMG GT3, mentre a partire dal 2023 è in produzione anche una versione GT2 della stessa vettura, caratterizzata da un motore più potente ma un'aerodinamica meno evoluta rispetto alla GT3. Le vetture prodotte da HWA competono in un gran numero di campionati nazionali ed internazionali, tra i quali Intercontinental GT Challenge, DTM, GT World Challenge Europe, GT World Challenge America, GT World Challenge Asia, GT World Challenge Australia ed International GT Open.
Oltre ai già citati modelli, la HWA si occupa della produzione di altre versioni della Mercedes-AMG GT. Tra queste rientrano la Mercedes-AMG GT2 Pro, una versione ulteriormente potenziata della GT2 pensata per i track day, e la Mercedes-AMG GT Track Series, una versione anch'essa pensata per i track day ma omologata anche per l'utilizzo su strada.

### Formula E

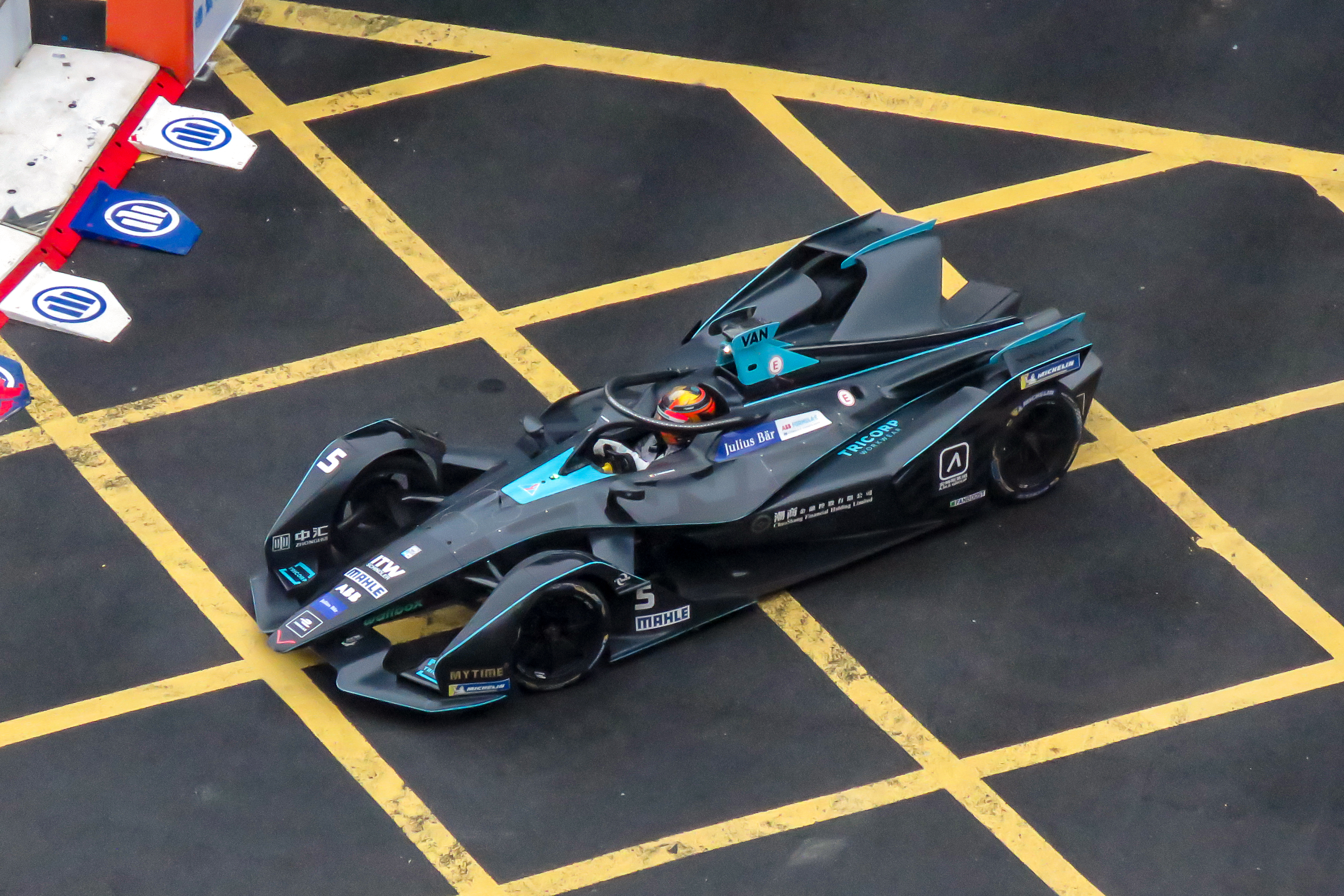
Stoffel Vandoorne impegnato nell'ePrix di Hong Kong 2019

Nonostante l'annuncio, nel 2018, del ritiro della Mercedes dal DTM, la HWA ha non ha concluso il suo rapporto con il costruttore di Stoccarda, seguendolo nel suo nuovo programma nella Formula E, nella quale ricopre un ruolo simile a quello nel DTM. Per prepararsi al debutto ufficiale di Mercedes, previsto per la stagione 2019-2020, il 30 novembre 2017 la HWA annuncia l'accordo con la Venturi Grand Prix, reparto corse della casa automobilistica Venturi, alla quale fornisce personale tecnico e sportivo (tra cui i due piloti del team monegasco, Edoardo Mortara e Maro Engel). Il 9 maggio la HWA ha annunciato l'ingresso ufficiale in Formula E a partire dalla stagione 2018-2019. Nella stagione di esordio le sue monoposto sono equipaggiate con motori Venturi, per poi passare dalla stagione successiva ai motori Mercedes con l'ingresso ufficiale del costruttore tedesco.
Per il debutto nella categoria i piloti annunciati sono Gary Paffett e Stoffel Vandoorne. Il belga ottiene un podio quale miglior risultato e il team si piazza nono in campionato. Dalla stagione successiva la squadra lascia il posto al team ufficiale, denominato Mercedes EQ Formula E Team.

### Formula 3

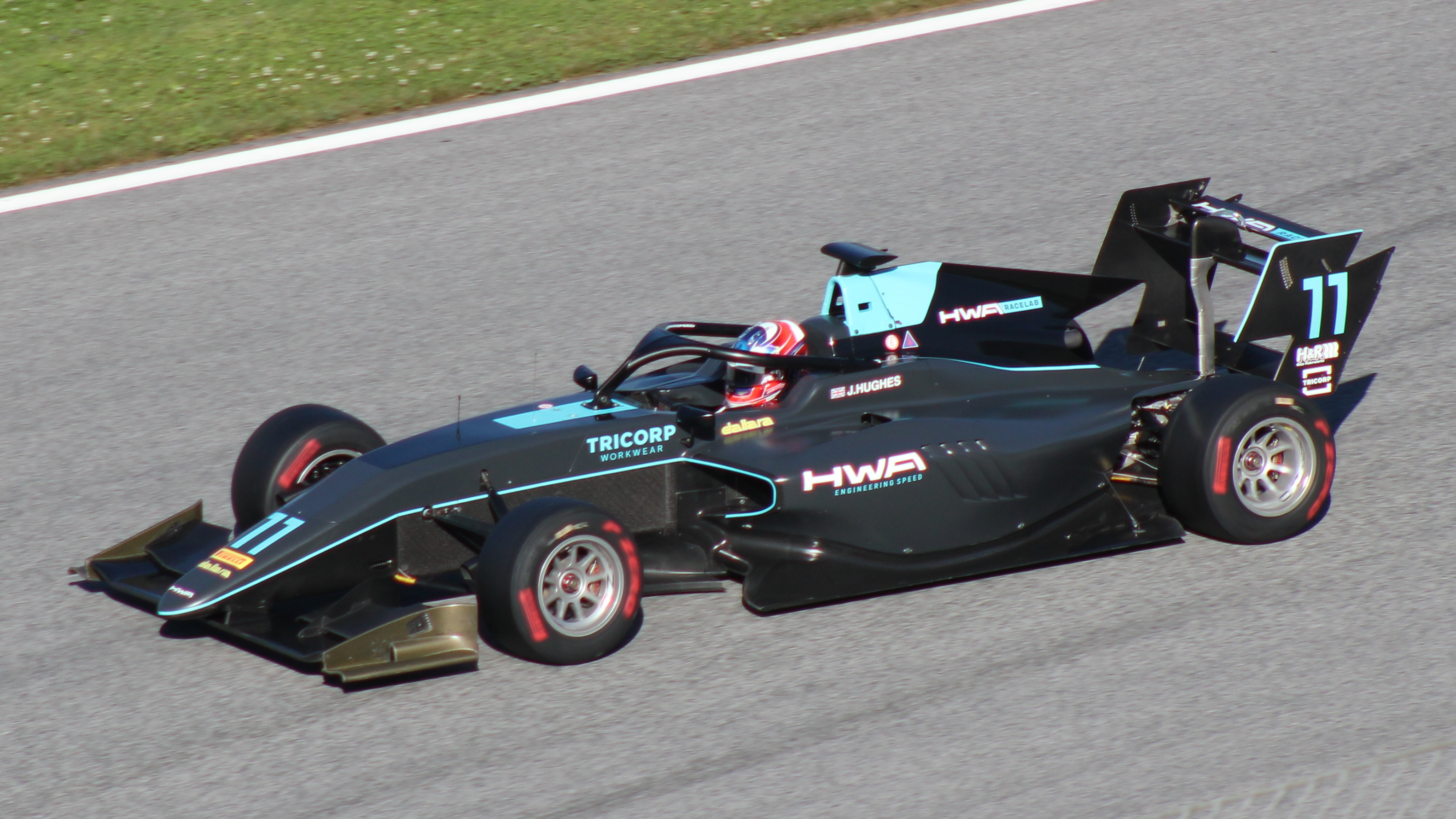
Jake Hughes in gara al Red Bull Ring nel 2019

Nella stagione 2019 fa il suo ingresso nel Campionato FIA di Formula 3, categoria a supporto dei GP di Formula 1. Per la prima stagione ingaggia Keyvan Andres, Bent Viscaal e Jake Hughes. La squadra si piazza quinta nella prime due stagioni, conquistando tre vittorie con Hughes.
L'undici ottobre del 2021 viene annunciata l'uscita del team dalla competizione, vengono sostituiti dal tema olandese Van Amersfoort Racing.

### Formula 2
Dal 2020 partecipa anche al campionato di Formula 2 in sostituzione della Arden, con la quale aveva iniziato una collaborazione già nel 2019. I piloti della squadra sono Artëm Markelov e Giuliano Alesi, che prima della fine della stagione passa alla MP Motorsport. La squadra si piazza decima senza ottenere risultati di rilievo.
Nel 2021 il team sceglie una coppia tutta italiana, con Alessio Deledda e Matteo Nannini; il secondo partecipa anche al Campionato FIA di Formula 3 con lo stesso team, possibilità data dal fatto che per la prima volta i campionati di F2 e F3 non si svolgono nello stesso weekend. Appena prima del secondo appuntamento della stagione di F2, al circuito cittadino di Monaco, viene annunciato il ritiro dal campionato di Matteo Nannini per mancanza di budget, al suo posto subentrerà Jack Aitken. Per il round di Monza il team HWA Racelab sostituisce Jack Aitken con Jake Hughes.
Il 14 ottobre dello stesso anno HWA annuncia che lascerà la serie a fine della stagione in corso.

### Altre attività

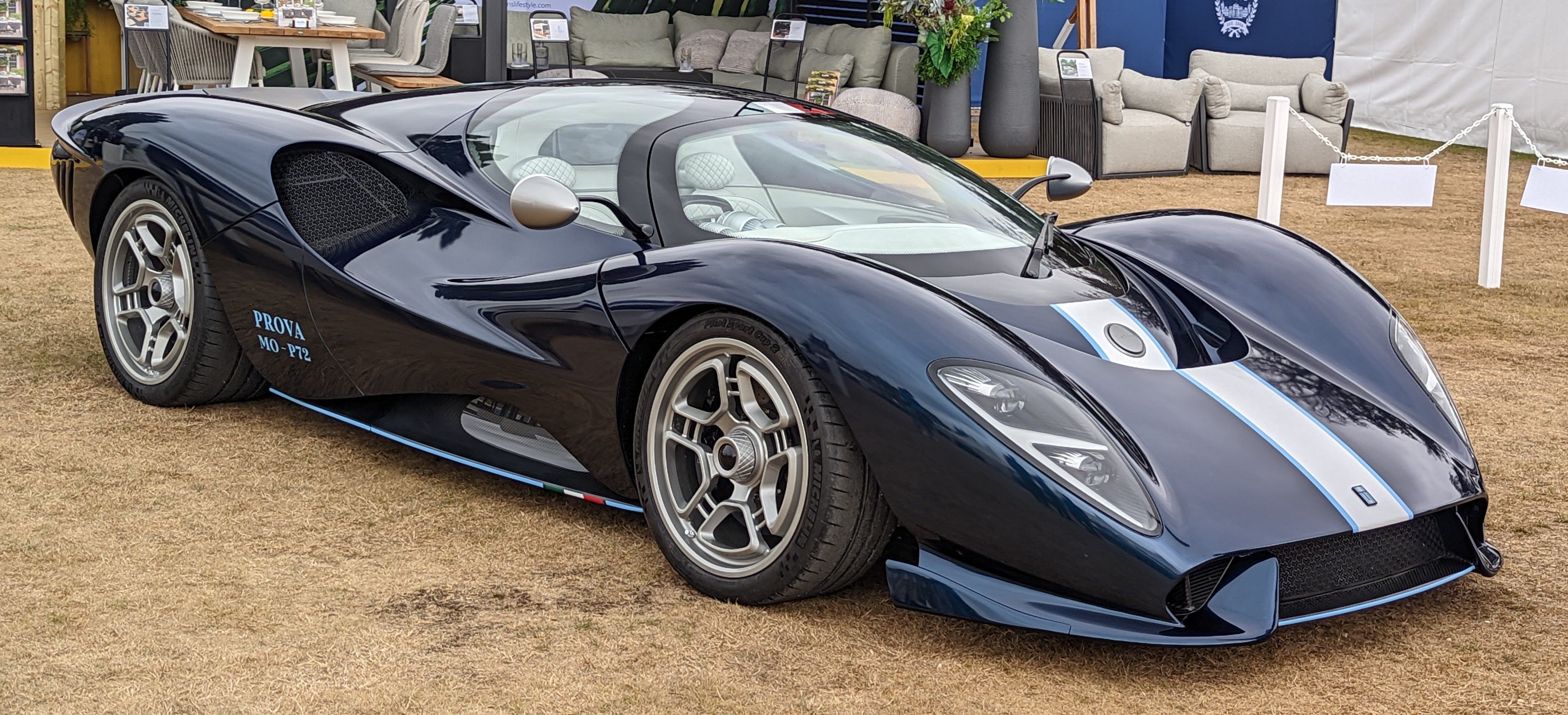
De Tomaso P72

Accanto al suo lavoro con Mercedes, HWA collabora con altre aziende per la progettazione di vetture stradali e da competizione. A partire dal 2019 collabora con il fondo hongkonghese Ideal Team Venture nella progettazione di alcune supercar. La prima vettura nata da questa collaborazione è la Apollo Intensa Emozione, una hypercar dotata di un motore di origine Ferrari destinata a essere prodotta in serie limitata. HWA ha collaborato nell'elaborazione del motore. L'assemblaggio finale della vettura, prodotta in soli 10 esemplari, è avvenuto negli stabilimenti HWA di Affalterbach. La seconda vettura nata dall'alleanza è la De Tomaso P72. La supercar, prodotta in 72 esemplari, è entrata in produzione nel 2024, anch'essa ad Affalterbach. 
Nel 2020 ha collaborato con l'agenzia aerospaziale tedesca nella progettazione del prototipo ZEDU-1. La vettura, derivata dalla MPM Erelis, è stata ideata con l'obiettivo di azzerare le emissioni di anidride carbonica e la produzione di particelle microplastiche e polveri sottili derivante da freni e pneumatici. Il prototipo finale era dotato di un motore elettrico in grado di recuperare energia e reindirizzarla alle batterie, un impianto frenante posizionato sulla trasmissione del motore invece che sulle ruote e uno specifico passaruota progettato per ridurre al minimo le emissioni di particolato degli pneumatici. 
Successivamente ha collaborato con la Knaus Tabbert, azienda specializzata nella costruzione di camper, nella progettazione del prototipo KNAUS E.POWER DRIVE. Il veicolo è un camper elettrico su base Fiat Ducato, del quale HWA si è occupata della progettazione del sistema range extender.
Nel 2021 ha collaborato con la Pagani nella progettazione della Huayra R, una hypercar da competizione destinata all'uso nei track day. Nello specifico HWA si è occupata della progettazione del motore, un V12 aspirato che si differenziava dal motore M158 di origine Mercedes montato sulle altre versioni della Huayra per essere progettato ex novo.
Nello stesso anno HWA ha collaborato con l'imprenditore olandese Ronald Bussnik nella progettazione e nella produzione della Speedlegend, una versione barchetta della Mercedes-AMG GT. Costruita negli stabilimenti HWA di Affalterbach, la Speedlegend è stata prodotta in soli 5 esemplari e, oltre ad essere stata completamente riprogettata per favorire la rimozione del tetto, era disponibile con un pacchetto di aggiornamenti che le garantivano un aumento di potenza a 838 cv.
Nel 2023 l'azienda ha collaborato con la Michelotto nella progettazione della Isotta Fraschini Tipo 6 LMH Competizione, un prototipo da competizione con specifiche LMH destinato ad essere utilizzato nel campionato del mondo endurance. Nello specifico HWA si è occupata della progettazione del motore (un 3.0 V6 turbocompresso) e della componente ibrida. Dalla Tipo 6 LMH Competizione sono poi derivate due versioni destinate rispettivamente all'utilizzo stradale e in pista nei track day.

## Risultati

### Deutsche Tourenwagen Masters
| Anno | Vettura                    | Pilota             | 1         | 2         | 3         | 4        | 5         | 6         | 7         | 8         | 9         | 10        | 11        | 12        | 13        | 14        | 15        | 16        | 17        | 18        | 19        | 20        | PP  | Punti | PS  | Punti |
| ---- | -------------------------- | ------------------ | --------- | --------- | --------- | -------- | --------- | --------- | --------- | --------- | --------- | --------- | --------- | --------- | --------- | --------- | --------- | --------- | --------- | --------- | --------- | --------- | --- | ----- | --- | ----- |
| 2000 | AMG-Mercedes CLK-DTM 2000  | Bernd Schneider    | HOC 1     | HOC 2 1   | OSC 1 3   | OSC 2 12 | NOR 1 4   | NOR 2 1   | SAC 1 3   | SAC 2 3   | NÜR 1     | NÜR 2 1   | LAU 1 C   | LAU 2 C   | OSC 3 2   | OSC 4 1   | NÜR 3 2   | NÜR 4     | HOC 3 2   | HOC 4 NC  |           |           | 1°  | 221   | 1°  | 273   |
| 2000 | AMG-Mercedes CLK-DTM 2000  | Thomas Jäger       | HOC 1 7   | HOC 2 14  | OSC 1 6   | OSC 2 4  | NOR 1 7   | NOR 2 13  | SAC 1 NC  | SAC 2 9   | NÜR 1 7   | NÜR 2 17  | LAU 1 C   | LAU 2 C   | OSC 3 NP  | OSC 4 8   | NÜR 3 7   | NÜR 4 3   | HOC 3 12  | HOC 4 8   |           |           | 11° | 52    | 1°  | 273   |
| 2000 | AMG-Mercedes CLK-DTM 2000  | Klaus Ludwig       | HOC 1 9   | HOC 2 9   | OSC 1 8   | OSC 2 11 | NOR 1 2   | NOR 2 3   | SAC 1     | SAC 2 1   | NÜR 1 2   | NÜR 2     | LAU 1 C   | LAU 2 C   | OSC 3 6   | OSC 4 3   | NÜR 3 12  | NÜR 4 Rit | HOC 3 Rit | HOC 4 11  |           |           | 3°  | 122   | 3°  | 238   |
| 2000 | AMG-Mercedes CLK-DTM 2000  | Marcel Fässler     | HOC 1 2   | HOC 2     | OSC 1 9   | OSC 2 3  | NOR 1 13  | NOR 2 7   | SAC 1 10  | SAC 2 4   | NÜR 1 3   | NÜR 2 3   | LAU 1 C   | LAU 2 C   | OSC 3 NC  | OSC 4 12  | NÜR 3 4   | NÜR 4 2   | HOC 3 5   | HOC 4 Rit |           |           | 4°  | 116   | 3°  | 238   |
| 2001 | AMG-Mercedes CLK-DTM 2001  | Bernd Schneider    | HOC 1     | HOC 2 1   | NÜR 1 6   | NÜR 2    | OSC 1 3   | OSC 2     | SAC 1 4   | SAC 2 1   | NOR 1     | NOR 2     | LAU 1 3   | LAU 2     | NÜR 3 4   | NÜR 4 6   | A1R 1     | A1R 2 1   | ZAN 1 10  | ZAN 2 3   | HOC 3 Rit | HOC 4 3   | 1°  | 161   | 1°  | 249   |
| 2001 | AMG-Mercedes CLK-DTM 2001  | Peter Dumbreck     | HOC 1 2   | HOC 2 3   | NÜR 1 3   | NÜR 2 8  | OSC 1 5   | OSC 2 4   | SAC 1     | SAC 2 6   | NOR 1 7   | NOR 2 5   | LAU 1 4   | LAU 2 1   | NÜR 3 Rit | NÜR 4 NP  | A1R 1 2   | A1R 2 Rit | ZAN 1 3   | ZAN 2 7   | HOC 3     | HOC 4 2   | 3°  | 88    | 1°  | 249   |
| 2001 | AMG-Mercedes CLK-DTM 2001  | Uwe Alzen          | HOC 1 5   | HOC 2 4   | NÜR 1 7   | NÜR 2 19 | OSC 1 4   | OSC 2 3   | SAC 1 11  | SAC 2 Rit | NOR 1 2   | NOR 2 1   | LAU 1     | LAU 2 Rit | NÜR 3 2   | NÜR 4 2   | A1R 1 3   | A1R 2 3   | ZAN 1 7   | ZAN 2 1   | HOC 3 7   | HOC 4 7   | 2°  | 101   | 2°  | 177   |
| 2001 | AMG-Mercedes CLK-DTM 2001  | Marcel Fässler     | HOC 1 7   | HOC 2     | NÜR 1 8   | NÜR 2 5  | OSC 1     | OSC 2 1   | SAC 1 6   | SAC 2 8   | NOR 1 4   | NOR 2 Rit | LAU 1 2   | LAU 2 8   | NÜR 3 7   | NÜR 4 Rit | A1R 1 7   | A1R 2 6   | ZAN 1 6   | ZAN 2 5   | HOC 3 Rit | HOC 4 5   | 4°  | 76    | 2°  | 177   |
| 2002 | AMG-Mercedes CLK-DTM 2002  | Bernd Schneider    | HOC 1 11  | HOC 2 4   | ZOL 1 6   | ZOL 2 3  | DON 1 8   | DON 2 12  | SAC 1 3   | SAC 2     | NOR 1 3   | NOR 2     | LAU 1 2   | LAU 2 1   | NÜR 1 3   | NÜR 2 3   | A1R 1 2   | A1R 2     | ZAN 1 6   | ZAN 2     | HOC 3 2   | HOC 4 1   | 2°  | 64    | 1°  | 88    |
| 2002 | AMG-Mercedes CLK-DTM 2002  | Jean Alesi         | HOC 1 8   | HOC 2 3   | ZOL 1 9   | ZOL 2 10 | DON 1     | DON 2 11  | SAC 1 16  | SAC 2 Rit | NOR 1 5   | NOR 2 4   | LAU 1 14  | LAU 2 8   | NÜR 1 11  | NÜR 2 Rit | A1R 1 4   | A1R 2 3   | ZAN 1 14  | ZAN 2 8   | HOC 3 Rit | HOC 4 Rit | 5°  | 24    | 1°  | 88    |
| 2002 | AMG-Mercedes CLK-DTM 2002  | Uwe Alzen          | HOC 1 9   | HOC 2 11  | ZOL 1 8   | ZOL 2 7  | DON 1 Rit | DON 2 NP  | SAC 1 11  | SAC 2 9   | NOR 1 2   | NOR 2 5   | LAU 1 9   | LAU 2 Rit | NÜR 1     | NÜR 2 1   | A1R 1 5   | A1R 2 4   | ZAN 1 7   | ZAN 2 17  | HOC 3 8   | HOC 4 3   | 6°  | 24    | 3°  | 54    |
| 2002 | AMG-Mercedes CLK-DTM 2002  | Marcel Fässler     | HOC 1 6   | HOC 2 Rit | ZOL 1 10  | ZOL 2 9  | DON 1 4   | DON 2 6   | SAC 1 9   | SAC 2 4   | NOR 1 Rit | NOR 2 NP  | LAU 1 6   | LAU 2 3   | NÜR 1 4   | NÜR 2 4   | A1R 1 10  | A1R 2 1   | ZAN 1     | ZAN 2 3   | HOC 3 Rit | HOC 4 5   | 4°  | 30    | 3°  | 54    |
| 2003 | AMG-Mercedes CLK-DTM 2003  | Bernd Schneider    | HOC 1     | ADR 5     | NÜR 1 4   | LAU 1    | NOR 3     | DON 2     | NÜR 2 3   | A1R 2     | ZAN 2     | HOC 2 6   |           |           |           |           |           |           |           |           |           |           | 1°  | 68    | 1°  | 132   |
| 2003 | AMG-Mercedes CLK-DTM 2003  | Christijan Albers  | HOC 1 5   | ADR 1     | NÜR 1     | LAU 7    | NOR 1     | DON 5     | NÜR 2     | A1R 3     | ZAN 1     | HOC 2 12  |           |           |           |           |           |           |           |           |           |           | 2°  | 64    | 1°  | 132   |
| 2003 | AMG-Mercedes CLK-DTM 2003  | Jean Alesi         | HOC 1 4   | ADR 7     | NÜR 1 Rit | LAU 5    | NOR 5     | DON 1     | NÜR 2 6   | A1R Rit   | ZAN 5     | HOC 2 1   |           |           |           |           |           |           |           |           |           |           | 5°  | 42    | 2°  | 99    |
| 2003 | AMG-Mercedes CLK-DTM 2003  | Marcel Fässler     | HOC 1 2   | ADR 4     | NÜR 1 2   | LAU 10   | NOR 2     | DON 4     | NÜR 2 5   | A1R 1     | ZAN 6     | HOC 2 3   |           |           |           |           |           |           |           |           |           |           | 3°  | 57    | 2°  | 99    |
| 2004 | AMG-Mercedes Classe C 2004 | Bernd Schneider    | HOC 1 17† | EST 5     | ADR 11    | LAU 3    | NOR 3     | SHA 1 C   | SHA 2     | NÜR 2     | OSC Rit   | ZAN 5     | BRN 10    | HOC 2 1   |           |           |           |           |           |           |           |           | 6°  | 36    | 2°  | 86    |
| 2004 | AMG-Mercedes Classe C 2004 | Christijan Albers  | HOC 1 2   | EST 1     | ADR 2     | LAU 2    | NOR 2     | SHA 1 C   | SHA 2 6   | NÜR 16†   | OSC 12    | ZAN 3     | BRN Rit   | HOC 2 7   |           |           |           |           |           |           |           |           | 3°  | 50    | 2°  | 86    |
| 2004 | AMG-Mercedes Classe C 2004 | Gary Paffett       | HOC 1     | EST 13    | ADR 4     | LAU SQ   | NOR 1     | SHA 1 C   | SHA 2 1   | NÜR 1     | OSC 4     | ZAN 4     | BRN 3     | HOC 2 3   |           |           |           |           |           |           |           |           | 2°  | 57    | 3°  | 76    |
| 2004 | AMG-Mercedes Classe C 2004 | Jean Alesi         | HOC 1 Rit | EST 7     | ADR 3     | LAU 5    | NOR 10    | SHA 1 C   | SHA 2 4   | NÜR 7     | OSC 10    | ZAN 11    | BRN 8     | HOC 2 5   |           |           |           |           |           |           |           |           | 7°  | 19    | 3°  | 76    |
| 2005 | AMG-Mercedes Classe C 2005 | Bernd Schneider    | HOC 1 3   | LAU 1 17† | SPA 17†   | BRN Rit  | OSC 4     | NOR 10    | NÜR 5     | ZAN 8     | LAU 2 Rit | IST 3     | HOC 2 1   |           |           |           |           |           |           |           |           |           | 4°  | 32    | 4°  | 62    |
| 2005 | AMG-Mercedes Classe C 2005 | Mika Häkkinen      | HOC 1 8   | LAU 1 3   | SPA 1     | BRN 13   | OSC Rit   | NOR Rit   | NÜR 4     | ZAN 12    | LAU 2 12  | IST 2     | HOC 2 15  |           |           |           |           |           |           |           |           |           | 5°  | 30    | 4°  | 62    |
| 2005 | AMG-Mercedes Classe C 2005 | Gary Paffett       | HOC 1 2   | LAU 1     | SPA 8     | BRN 4    | OSC 1     | NOR 1     | NÜR 3     | ZAN 1     | LAU 2     | IST 1     | HOC 2 3   |           |           |           |           |           |           |           |           |           | 1°  | 84    | 1°  | 106   |
| 2005 | AMG-Mercedes Classe C 2005 | Jean Alesi         | HOC 1     | LAU 1 7   | SPA 4     | BRN 9    | OSC 13    | NOR Rit   | NÜR 7     | ZAN Rit   | LAU 2 8   | IST 7     | HOC 2 13  |           |           |           |           |           |           |           |           |           | 7°  | 22    | 1°  | 106   |
| 2006 | AMG-Mercedes Classe C 2006 | Bernd Schneider    | HOC 1     | LAU 1     | OSC 6     | BRH 3    | NOR 2     | NÜR 2     | ZAN 2     | BAR 2     | LMS 5     | HOC 2 4   |           |           |           |           |           |           |           |           |           |           | 1°  | 71    | 1°  | 102   |
| 2006 | AMG-Mercedes Classe C 2006 | Jamie Green        | HOC 1 Rit | LAU 4     | OSC 3     | BRH 2    | NOR Rit   | NÜR 9     | ZAN 8     | BAR Rit   | LMS 6     | HOC 2     |           |           |           |           |           |           |           |           |           |           | 5°  | 31    | 1°  | 102   |
| 2006 | AMG-Mercedes Classe C 2006 | Mika Häkkinen      | HOC 1 4   | LAU 3     | OSC 9     | BRH 11   | NOR 3     | NÜR 11    | ZAN 12    | BAR 11    | LMS 2     | HOC 2 Rit |           |           |           |           |           |           |           |           |           |           | 6°  | 25    | 2°  | 88    |
| 2006 | AMG-Mercedes Classe C 2006 | Bruno Spengler     | HOC 1 4   | LAU 3     | OSC 9     | BRH 11   | NOR 3     | NÜR 11    | ZAN 12    | BAR 11    | LMS 2     | HOC 2 Rit |           |           |           |           |           |           |           |           |           |           | 2°  | 63    | 2°  | 88    |
| 2007 | AMG-Mercedes Classe C 2007 | Bernd Schneider    | HOC 1 7   | OSC 6     | LAU 4     | BRH 1    | NOR 2     | MUG 11    | ZAN 12    | NÜR 7     | BAR Rit   | HOC 2 5   |           |           |           |           |           |           |           |           |           |           | 6°  | 31,5  | 2°  | 78,5  |
| 2007 | AMG-Mercedes Classe C 2007 | Bruno Spengler     | HOC 1 14  | OSC Rit   | LAU 3     | BRH 5    | NOR 1     | MUG 4     | ZAN 5     | NÜR 2     | BAR 2     | HOC 2 4   |           |           |           |           |           |           |           |           |           |           | 2°  | 47    | 2°  | 78,5  |
| 2007 | AMG-Mercedes Classe C 2007 | Jamie Green        | HOC 1 6   | OSC 11    | LAU 6     | BRH 6    | NOR 6     | MUG Rit   | ZAN 11    | NÜR 5     | BAR 1     | HOC 2 1   |           |           |           |           |           |           |           |           |           |           | 4°  | 34,5  | 3°  | 56,5  |
| 2007 | AMG-Mercedes Classe C 2007 | Mika Häkkinen      | HOC 1 10  | OSC 17    | LAU 1     | BRH 4    | NOR 9     | MUG 1     | ZAN 7     | NÜR 10    | BAR SQ    | HOC 2 17  |           |           |           |           |           |           |           |           |           |           | 8°  | 22    | 3°  | 56,5  |
| 2008 | AMG-Mercedes Classe C 2008 | Bruno Spengler     | HOC 1 4   | OSC 3     | MUG 9     | LAU 6    | NOR 2     | ZAN 5     | NÜR 7     | BRH 6     | BAR Rit   | LMS 7     | HOC 2 4   |           |           |           |           |           |           |           |           |           | 5°  | 38    | 1°  | 109   |
| 2008 | AMG-Mercedes Classe C 2008 | Paul di Resta      | HOC 1 13  | OSC 4     | MUG 2     | LAU 1    | NOR 5     | ZAN 7     | NÜR 2     | BRH 2     | BAR 1     | LMS 2     | HOC 2     |           |           |           |           |           |           |           |           |           | 2°  | 71    | 1°  | 109   |
| 2008 | AMG-Mercedes Classe C 2008 | Jamie Green        | HOC 1 6   | OSC 5     | MUG 1     | LAU 5    | NOR 1     | ZAN 6     | NÜR 3     | BRH 4     | BAR 8     | LMS 10    | HOC 2 3   |           |           |           |           |           |           |           |           |           | 4°  | 52    | 3°  | 56,5  |
| 2008 | AMG-Mercedes Classe C 2008 | Bernd Schneider    | HOC 1 8   | OSC 12    | MUG 4     | LAU 7    | NOR 6     | ZAN 9     | NÜR 1     | BRH 9     | BAR 3     | LMS 10    | HOC 2 3   |           |           |           |           |           |           |           |           |           | 6°  | 34    | 3°  | 56,5  |
| 2009 | AMG-Mercedes Classe C 2009 | Bruno Spengler     | HOC 1 Rit | LAU 2     | NOR 2     | ZAN 5    | OSC 6     | NÜR 6     | BRH 6     | BAR 5     | DIG 3     | HOC 2 7   |           |           |           |           |           |           |           |           |           |           | 4°  | 41    | 1°  | 100   |
| 2009 | AMG-Mercedes Classe C 2009 | Gary Paffett       | HOC 1 Rit | LAU 1     | NOR 5     | ZAN 1    | OSC 5     | NÜR 8     | BRH 4     | BAR 4     | DIG 1     | HOC 2 1   |           |           |           |           |           |           |           |           |           |           | 2°  | 59    | 1°  | 100   |
| 2009 | AMG-Mercedes Classe C 2009 | Paul di Resta      | HOC 1 5   | LAU 4     | NOR 7     | ZAN 6    | OSC 4     | NÜR Rit   | BRH 1     | BAR 2     | DIG 7     | HOC 2 3   |           |           |           |           |           |           |           |           |           |           | 3°  | 45    | 4°  | 54    |
| 2009 | AMG-Mercedes Classe C 2009 | Ralf Schumacher    | HOC 1 9   | LAU 10    | NOR 6     | ZAN 10   | OSC 11    | NÜR 7     | BRH 9     | BAR 13    | DIG 5     | HOC 2 Rit |           |           |           |           |           |           |           |           |           |           | 11° | 9     | 4°  | 54    |
| 2010 | AMG-Mercedes Classe C 2009 | Bruno Spengler     | HOC 1 2   | VAL 2     | LAU 1     | NOR 3    | NÜR 1     | ZAN 7     | BRH 2     | OSC 2     | HOC 2 Rit | ADR 3     | SHA 13    |           |           |           |           |           |           |           |           |           | 3°  | 66    | 1°  | 133   |
| 2010 | AMG-Mercedes Classe C 2009 | Gary Paffett       | HOC 1     | VAL 7     | LAU 5     | NOR 6    | NÜR 3     | ZAN 1     | BRH 5     | OSC 4     | HOC 2 4   | ADR 2     | SHA 1     |           |           |           |           |           |           |           |           |           | 2°  | 67    | 1°  | 133   |
| 2010 | AMG-Mercedes Classe C 2009 | Paul di Resta      | HOC 1 4   | VAL 5     | LAU 2     | NOR 10   | NÜR 2     | ZAN 2     | BRH 1     | OSC 1     | HOC 2 1   | ADR 9     | SHA 2     |           |           |           |           |           |           |           |           |           | 1°  | 71    | 2°  | 74    |
| 2010 | AMG-Mercedes Classe C 2009 | Ralf Schumacher    | HOC 1 9   | VAL Rit   | LAU 9     | NOR 11   | NÜR 6     | ZAN 9     | BRH Rit   | OSC 9     | HOC 2 Rit | ADR 11    | SHA 10    |           |           |           |           |           |           |           |           |           | 14° | 3     | 2°  | 74    |
| 2011 | AMG-Mercedes Classe C 2009 | Bruno Spengler     | HOC 1     | ZAN 2     | RBR 4     | LAU 3    | NOR 1     | OLY 1 2   | OLY 2 1   | NÜR 2     | BRH 7     | OSC 13†   | VAL 7     | HOC 2 9   |           |           |           |           |           |           |           |           | 3°  | 51    | 2°  | 76    |
| 2011 | AMG-Mercedes Classe C 2009 | Gary Paffett       | HOC 1 6   | ZAN 9     | RBR 8     | LAU 4    | NOR Rit   | OLY 1 10  | OLY 2 11  | NÜR 8     | BRH 4     | OSC 4     | VAL 8     | HOC 2 5   |           |           |           |           |           |           |           |           | 7°  | 25    | 2°  | 76    |
| 2011 | AMG-Mercedes Classe C 2009 | Jamie Green        | HOC 1 7   | ZAN 4     | RBR 6     | LAU 6    | NOR 2     | OLY 1 9   | OLY 2 8   | NÜR 6     | BRH 8     | OSC 11    | VAL 10    | HOC 2 1   |           |           |           |           |           |           |           |           | 5°  | 35    | 4°  | 56    |
| 2011 | AMG-Mercedes Classe C 2009 | Ralf Schumacher    | HOC 1 3   | ZAN 11    | RBR 2     | LAU 12   | NOR 6     | OLY 1 5   | OLY 2 6   | NÜR Rit   | BRH 5     | OSC Rit   | VAL 13    | HOC 2 11  |           |           |           |           |           |           |           |           | 8°  | 21    | 4°  | 56    |
| 2012 | DTM AMG Mercedes C Coupé   | Gary Paffett       | HOC 1     | LAU 2     | BRH 1     | RBR 3    | NOR 4     | OLY 1 3   | OLY 2 3   | NÜR 6     | ZAN 7     | OSC 2     | VAL Rit   | HOC 2     |           |           |           |           |           |           |           |           | 2°  | 145   | 2°  | 170   |
| 2012 | DTM AMG Mercedes C Coupé   | Christian Vietoris | HOC 1 4   | LAU 11    | BRH 6     | RBR Rit  | NOR 8     | OLY 1 3   | OLY 2 9   | NÜR 16    | ZAN Rit   | OSC 12    | VAL 12    | HOC 2 10  |           |           |           |           |           |           |           |           | 12° | 25    | 2°  | 170   |
| 2012 | DTM AMG Mercedes C Coupé   | Jamie Green        | HOC 1 2   | LAU 4     | BRH 8     | RBR 5    | NOR 1     | OLY 1     | OLY 2     | NÜR 4     | ZAN 4     | OSC 3     | VAL 10    | HOC 2 4   |           |           |           |           |           |           |           |           | 3°  | 121   | 3°  | 131   |
| 2012 | DTM AMG Mercedes C Coupé   | Ralf Schumacher    | HOC 1 7   | LAU 10    | BRH 19    | RBR 11   | NOR Rit   | OLY 1     | OLY 2 17  | NÜR 13    | ZAN 10    | OSC 13    | VAL 14    | HOC 2 9   |           |           |           |           |           |           |           |           | 17° | 10    | 3°  | 131   |
| 2013 | DTM AMG Mercedes C Coupé   | Gary Paffett       | HOC 1 4   | BRH 6     | RBR 9     | LAU 1    | NOR 18†   | MOS 5     | NÜR 17    | ZAN 6     | OSC 9     | HOC 2 9   |           |           |           |           |           |           |           |           |           |           | 6°  | 69    | 6°  | 95    |
| 2013 | DTM AMG Mercedes C Coupé   | Roberto Merhi      | HOC 1 10  | BRH 16    | RBR 20    | LAU 10   | NOR 7     | MOS 14    | NÜR 19    | ZAN 14    | OSC Rit   | HOC 2     |           |           |           |           |           |           |           |           |           |           | 15° | 26    | 6°  | 95    |
| 2013 | DTM AMG Mercedes C Coupé   | Christian Vietoris | HOC 1 3   | BRH 8     | RBR 7     | LAU 3    | NOR 3     | MOS 10    | NÜR 3     | ZAN 18    | OSC 15    | HOC 2 7   |           |           |           |           |           |           |           |           |           |           | 4°  | 77    | 3°  | 147   |
| 2013 | DTM AMG Mercedes C Coupé   | Robert Wickens     | HOC 1 Rit | BRH 3     | RBR 12    | LAU 4    | NOR 2     | MOS 12    | NÜR 1     | ZAN 22†   | OSC 16    | HOC 2 18  |           |           |           |           |           |           |           |           |           |           | 5°  | 70    | 3°  | 147   |
| 2014 | DTM AMG Mercedes C Coupé   | Christian Vietoris | HOC 1 15  | OSC 1     | HUN 20†   | NOR 21†  | MOS 7     | RBR 9     | NÜR 6     | LAU 2     | ZAN 5     | HOC 2 14  |           |           |           |           |           |           |           |           |           |           | 4°  | 69    | 4°  | 105   |
| 2014 | DTM AMG Mercedes C Coupé   | Paul di Resta      | HOC 1 14  | OSC 4     | HUN 18    | NOR 15   | MOS Rit   | RBR 18    | NÜR 4     | LAU Rit   | ZAN Rit   | HOC 2 4   |           |           |           |           |           |           |           |           |           |           | 15° | 36    | 4°  | 105   |
| 2014 | DTM AMG Mercedes C Coupé   | Robert Wickens     | HOC 1 18  | OSC Rit   | HUN 11    | NOR 1    | MOS 14    | RBR SQ    | NÜR 8     | LAU 5     | ZAN 8     | HOC 2 17  |           |           |           |           |           |           |           |           |           |           | 12° | 41    | 10° | 46    |
| 2014 | DTM AMG Mercedes C Coupé   | Gary Paffett       | HOC 1 12  | OSC 8     | HUN Rit   | NOR 12   | MOS 16    | RBR 17    | NÜR 15    | LAU 13    | ZAN 19†   | HOC 2 10  |           |           |           |           |           |           |           |           |           |           | 22° | 5     | 10° | 46    |
| 2014 | DTM AMG Mercedes C Coupé   | Pascal Wehrlein    | HOC 1 11  | OSC Rit   | HUN 14    | NOR 5    | MOS 8     | RBR Rit   | NÜR 10    | LAU 1     | ZAN 7     | HOC 2 20† |           |           |           |           |           |           |           |           |           |           | 8°  | 46    | 9°  | 46    |
| 2015 | Mercedes-AMG C63 DTM       | Pascal Wehrlein    | HOC 1 2   | HOC 2 8   | LAU 1 5   | LAU 2 13 | NOR 1     | NOR 2 5   | ZAN 1 10  | ZAN 2 6   | RBR 1 2   | RBR 2 21† | MOS 1     | MOS 2 10  | OSC 1 5   | OSC 2 5   | NÜR 1 3   | NÜR 2 5   | HOC 1 8   | HOC 2 20  |           |           | 1°  | 169   | 1°  | 225   |
| 2015 | Mercedes-AMG C63 DTM       | Christian Vietoris | HOC 1 14  | HOC 2 11  | LAU 1 17  | LAU 2 7  | NOR 1 4   | NOR 2     | ZAN 1 12  | ZAN 2 8   | RBR 1 4   | RBR 2 8   | MOS 1 Rit | MOS 2 20  | OSC 1 18  | OSC 2 21  | NÜR 1 15  | NÜR 2 14  | HOC 1 12  | HOC 2 Rit |           |           | 16° | 56    | 1°  | 225   |
| 2015 | Mercedes-AMG C63 DTM       | Robert Wickens     | HOC 1 Rit | HOC 2 7   | LAU 1 6   | LAU 2 18 | NOR 1 2   | NOR 2 1   | ZAN 1 Rit | ZAN 2 19  | RBR 1 Rit | RBR 2 20† | MOS 1 12  | MOS 2 23  | OSC 1 Rit | OSC 2 16  | NÜR 1 8   | NÜR 2 Rit | HOC 1 Rit | HOC 2 18  |           |           | 13° | 61    | 6°  | 151   |
| 2015 | Mercedes-AMG C63 DTM       | Paul di Resta      | HOC 1 3   | HOC 2 22  | LAU 1 14  | LAU 2 15 | NOR 1 Rit | NOR 2 6   | ZAN 1 Rit | ZAN 2 14  | RBR 1 3   | RBR 2 9   | MOS 1 14  | MOS 2 15  | OSC 1 13  | OSC 2 6   | NÜR 1 12  | NÜR 2     | HOC 1 4   | HOC 2 4   |           |           | 8°  | 90    | 6°  | 151   |
| 2016 | Mercedes-AMG C63 DTM       | Robert Wickens     | HOC 1 2   | HOC 2 5   | RBR 1 11  | RBR 2 20 | LAU 1 3   | LAU 2 3   | NOR 1 Rit | NOR 2 11  | ZAN 1     | ZAN 2 16  | MOS 1     | MOS 2 5   | NÜR 1 9   | NÜR 2 13  | HUN 1 10  | HUN 2 10  | HOC 1 23† | HOC 2 9   |           |           | 4°  | 124   | 7°  | 130   |
| 2016 | Mercedes-AMG C63 DTM       | Daniel Juncadella  | HOC 1 Rit | HOC 2 16† | RBR 1 Rit | RBR 2 12 | LAU 1 12  | LAU 2 Rit | NOR 1 19  | NOR 2 SQ  | ZAN 1 8   | ZAN 2 12  | MOS 1 24  | MOS 2 12  | NÜR 1 17  | NÜR 2 9   | HUN 1 11  | HUN 2 SQ  | HOC 1 21  | HOC 2 Rit |           |           | 24° | 6     | 7°  | 130   |
| 2016 | Mercedes-AMG C63 DTM       | Paul di Resta      | HOC 1 4   | HOC 2 1   | RBR 1 7   | RBR 2 16 | LAU 1 13  | LAU 2 21† | NOR 1 3   | NOR 2 4   | ZAN 1 15  | ZAN 2 8   | MOS 1 2   | MOS 2 20  | NÜR 1 6   | NÜR 2 Rit | HUN 1 Rit | HUN 2 13  | HOC 1 10  | HOC 2 3   |           |           | 5°  | 116   | 6°  | 133   |
| 2016 | Mercedes-AMG C63 DTM       | Maximilian Götz    | HOC 1 Rit | HOC 2 12  | RBR 1 15  | RBR 2 22 | LAU 1 16  | LAU 2 Rit | NOR 1 8   | NOR 2 12  | ZAN 1 Rit | ZAN 2 Rit | MOS 1 4   | MOS 2 16  | NÜR 1 10  | NÜR 2 23  | HUN 1 21  | HUN 2 17  | HOC 1 17  | HOC 2 19  |           |           | 20° | 17    | 6°  | 133   |
| 2017 | Mercedes-AMG C63 DTM       | Lucas Auer         | HOC 1     | HOC 2 4   | LAU 1     | LAU 2 10 | HUN 1 12  | HUN 2 Rit | NOR 1 Rit | NOR 2     | MOS 1 6   | MOS 2 8   | ZAN 1 15  | ZAN 2 14  | NÜR 1     | NÜR 2 13  | RBR 1 8   | RBR 2 Rit | HOC 1 8   | HOC 2 10  |           |           | 6°  | 136   | 5°  | 197   |
| 2017 | Mercedes-AMG C63 DTM       | Edoardo Mortara    | HOC 1 4   | HOC 2 13  | LAU 1 7   | LAU 2 11 | HUN 1 9   | HUN 2 11  | NOR 1 8   | NOR 2 3   | MOS 1 13  | MOS 2 10  | ZAN 1 12  | ZAN 2 12  | NÜR 1 7   | NÜR 2 16  | RBR 1 9   | RBR 2 17  | HOC 1 5   | HOC 2 9   |           |           | 14° | 61    | 5°  | 197   |
| 2017 | Mercedes-AMG C63 DTM       | Robert Wickens     | HOC 1 15  | HOC 2 Rit | LAU 1 2   | LAU 2 3  | HUN 1 Rit | HUN 2 8   | NOR 1 Rit | NOR 2 11  | MOS 1 4   | MOS 2 9   | ZAN 1 11  | ZAN 2 15† | NÜR 1 3   | NÜR 2 1   | RBR 1 4   | RBR 2 10  | HOC 1 7   | HOC 2 17  |           |           | 9°  | 119   | 3°  | 221   |
| 2017 | Mercedes-AMG C63 DTM       | Gary Paffett       | HOC 1 7   | HOC 2     | LAU 1 6   | LAU 2 4  | HUN 1 7   | HUN 2 9   | NOR 1 10  | NOR 2 Rit | MOS 1 7   | MOS 2 16  | ZAN 1 8   | ZAN 2 5   | NÜR 1 10  | NÜR 2 14  | RBR 1 17  | RBR 2 4   | HOC 1 9   | HOC 2 4   |           |           | 10° | 102   | 3°  | 221   |
| 2017 | Mercedes-AMG C63 DTM       | Paul di Resta      | HOC 1 8   | HOC 2 6   | LAU 1 16  | LAU 2 13 | HUN 1     | HUN 2 6   | NOR 1 11  | NOR 2 6   | MOS 1 14  | MOS 2 SQ  | ZAN 1 7   | ZAN 2 Rit | NÜR 1 2   | NÜR 2     | RBR 1 11  | RBR 2 9   | HOC 1 14  | HOC 2 16  |           |           | 11° | 99    | 9°  | 150   |
| 2017 | Mercedes-AMG C63 DTM       | Maro Engel         | HOC 1 17  | HOC 2 10  | LAU 1 9   | LAU 2 12 | HUN 1 13  | HUN 2 15  | NOR 1 14  | NOR 2 14  | MOS 1 10  | MOS 2 1   | ZAN 1 16  | ZAN 2 11  | NÜR 1 4   | NÜR 2 5   | RBR 1 15  | RBR 2 15  | HOC 1 16  | HOC 2 13  |           |           | 15° | 51    | 9°  | 150   |
| 2018 | Mercedes-AMG C63 DTM       | Gary Paffett       | HOC 1     | HOC 2 3   | LAU 1 9   | LAU 2 1  | HUN 1 6   | HUN 2 15  | NOR 1 2   | NOR 2 13  | ZAN 1     | ZAN 2     | BHI 1 6   | BHI 2     | MIS 1 Rit | MIS 2 14  | NÜR 1 3   | NÜR 2 5   | RBR 1 10  | RBR 2 3   | HOC 1 4   | HOC 2 3   | 1°  | 255   | 1°  | 363   |
| 2018 | Mercedes-AMG C63 DTM       | Pascal Wehrlein    | HOC 1 5   | HOC 2 6   | LAU 1 8   | LAU 2 3  | HUN 1 13  | HUN 2 12  | NOR 1 13  | NOR 2 9   | ZAN 1 4   | ZAN 2 6   | BHI 1 7   | BHI 2 4   | MIS 1 6   | MIS 2 12  | NÜR 1 7   | NÜR 2 9   | RBR 1 13  | RBR 2 6   | HOC 1 11  | HOC 2 SQ  | 8°  | 108   | 1°  | 363   |
| 2018 | Mercedes-AMG C63 DTM       | Lucas Auer         | HOC 1 2   | HOC 2 15  | LAU 1 4   | LAU 2 14 | HUN 1 2   | HUN 2 SQ  | NOR 1 7   | NOR 2 5   | ZAN 1 3   | ZAN 2 9   | BHI 1 3   | BHI 2 8   | MIS 1 Rit | MIS 2 Rit | NÜR 1 11  | NÜR 2 18† | RBR 1 6   | RBR 2 Rit | HOC 1 Rit | HOC 2 SQ  | 7°  | 121   | 4°  | 261   |
| 2018 | Mercedes-AMG C63 DTM       | Edoardo Mortara    | HOC 1 4   | HOC 2 Rit | LAU 1     | LAU 2 11 | HUN 1 5   | HUN 2 SQ  | NOR 1     | NOR 2     | ZAN 1 13  | ZAN 2 8   | BHI 1 8   | BHI 2 17  | MIS 1 3   | MIS 2     | NÜR 1 13  | NÜR 2 11  | RBR 1 16  | RBR 2 10  | HOC 1 10  | HOC 2 13  | 6°  | 140   | 4°  | 261   |
| 2018 | Mercedes-AMG C63 DTM       | Paul di Resta      | HOC 1 7   | HOC 2 9   | LAU 1 6   | LAU 2 4  | HUN 1     | HUN 2 5   | NOR 1 4   | NOR 2 6   | ZAN 1 2   | ZAN 2 3   | BHI 1 16  | BHI 2 1   | MIS 1     | MIS 2 6   | NÜR 1 18  | NÜR 2     | RBR 1 4   | RBR 2 4   | HOC 1 8   | HOC 2 14  | 3°  | 233   | 2°  | 294   |
| 2018 | Mercedes-AMG C63 DTM       | Daniel Juncadella  | HOC 1 8   | HOC 2 18  | LAU 1 14  | LAU 2 12 | HUN 1 10  | HUN 2 11  | NOR 1 8   | NOR 2 3   | ZAN 1 16  | ZAN 2 12  | BHI 1     | BHI 2 9   | MIS 1 14† | MIS 2 17  | NÜR 1 15  | NÜR 2 17† | RBR 1 14  | RBR 2 11  | HOC 1 14  | HOC 2 15  | 15° | 61    | 2°  | 294   |
| 2018 | Mercedes-AMG C63 DTM       | Sébastien Ogier    | HOC 1     | HOC 2     | LAU 1     | LAU 2    | HUN 1     | HUN 2     | NOR 1     | NOR 2     | ZAN 1     | ZAN 2     | BHI 1     | BHI 2     | MIS 1     | MIS 2     | NÜR 1     | NÜR 2     | RBR 1 12  | RBR 2 16  | HOC 1     | HOC 2     | NC  | 0     | 2°  | 294   |

### Formula E
| Anno      | Telaio       | Motore        | Pilota            | 1       | 2       | 3       | 4      | 5       | 6       | 7       | 8       | 9      | 10     | 11     | 12     | 13     | PP  | Punti | PS | Punti |
| --------- | ------------ | ------------- | ----------------- | ------- | ------- | ------- | ------ | ------- | ------- | ------- | ------- | ------ | ------ | ------ | ------ | ------ | --- | ----- | -- | ----- |
| 2018-2019 | Spark SRT05e | Venturi VFE05 | Stoffel Vandoorne | DIR 16  | MAR Rit | SAN Rit | MES 18 | HKG Rit | SAY Rit | ROM 3   | PAR Rit | MON 9  | BER 5  | BRN 10 | NYC 13 | NYC 8  | 16° | 35    | 9° | 44    |
| 2018-2019 | Spark SRT05e | Venturi VFE05 | Gary Paffett      | DIR Rit | MAR Rit | SAN 14  | MES 16 | HKG 8   | SAY Rit | ROM Rit | PAR 8   | MON 12 | BER 16 | BRN 17 | NYC 11 | NYC 10 | 19° | 9     | 9° | 44    |

### Formula 3
| Anno | Telaio          | Motore          | Pilota            | 1         | 2         | 3         | 4         | 5         | 6         | 7         | 8         | 9        | 10       | 11       | 12        | 13        | 14        | 15        | 16       | 17       | 18       | 19        | 20      | 21        | PP  | Punti | PS | Punti |
| ---- | --------------- | --------------- | ----------------- | --------- | --------- | --------- | --------- | --------- | --------- | --------- | --------- | -------- | -------- | -------- | --------- | --------- | --------- | --------- | -------- | -------- | -------- | --------- | ------- | --------- | --- | ----- | -- | ----- |
| 2019 | Dallara GP3/16  | Mecachrome V634 | Jake Hughes       | CAT 1 17  | CAT 2 Rit | LEC 1 Rit | LEC 2 7   | RBR 1 7   | RBR 2 1   | SIL 1 9   | SIL 2 Rit | HUN 1 3  | HUN 2 3  | SPA 1 21 | SPA 2 Rit | MNZ 1 6   | MNZ 2 3   | SOČ 1 7   | SOČ 2 4  |          |          |           |         |           | 7°  | 90    | 5° | 100   |
| 2019 | Dallara GP3/16  | Mecachrome V634 | Bent Viscaal      | CAT 1 13  | CAT 2 13  | LEC 1 5   | LEC 2 20  | RBR 1 13  | RBR 2 Rit | SIL 1 22  | SIL 2 20  | HUN 1 19 | HUN 2 10 | SPA 1 20 | SPA 2 14  | MNZ 1 17  | MNZ 2 27† | SOČ 1 Rit | SOČ 2 17 |          |          |           |         |           | 15° | 10    | 5° | 100   |
| 2019 | Dallara GP3/16  | Mecachrome V634 | Keyvan Andres     | CAT 1 28  | CAT 2 18  | LEC 1 NP  | LEC 2 19  | RBR 1 27  | RBR 2 13  | SIL 1 21  | SIL 2 26  | HUN 1 23 | HUN 2 14 | SPA 1 14 | SPA 2 16  | MNZ 1 19  | MNZ 2 22  | SOČ 1 19  | SOČ 2 23 |          |          |           |         |           | 28° | 0     | 5° | 100   |
| 2020 | Dallara F3 2019 | Mecachrome V634 | Jake Hughes       | RBR 1 28  | RBR 2 12  | RBR 3 10  | RBR 4 Rit | HUN 1 24  | HUN 2 19  | SIL 1 4   | SIL 2 10  | SIL 3 2  | SIL 4 7  | CAT 1    | CAT 2 10  | SPA 1 Rit | SPA 2 17  | MNZ 1 5   | MNZ 2 1  | MUG 1 2  | MUG 2 6  |           |         |           | 7°  | 111,5 | 5° | 138,5 |
| 2020 | Dallara F3 2019 | Mecachrome V634 | Enzo Fittipaldi   | RBR 1 18  | RBR 2 9   | RBR 3 15  | RBR 4 13  | HUN 1 19  | HUN 2 9   | SIL 1 18  | SIL 2 19  | SIL 3 17 | SIL 4 17 | CAT 1 13 | CAT 2 8   | SPA 1 26  | SPA 2 12  | MNZ 1 9   | MNZ 2 19 | MUG 1 5  | MUG 2 4  |           |         |           | 15° | 27    | 5° | 138,5 |
| 2020 | Dallara F3 2019 | Mecachrome V634 | Jack Doohan       | RBR 1 14  | RBR 2 Rit | RBR 3 22  | RBR 4 19  | HUN 1 Rit | HUN 2 25  | SIL 1 Rit | SIL 2 27  | SIL 3 26 | SIL 4 21 | CAT 1 14 | CAT 2 15  | SPA 1 12  | SPA 2 Rit | MNZ 1 17  | MNZ 2 21 | MUG 1 13 | MUG 2 11 |           |         |           | 26° | 0     | 5° | 138,5 |
| 2021 | Dallara F3 2019 | Mecachrome V634 | Matteo Nannini    | CAT 1 10  | CAT 2 26† | CAT 3     | LEC 1 22  | LEC 2 13  | LEC 3 20  | RBR 1 23  | RBR 2 12  | RBR 3 5  | HUN 1 10 | HUN 2 1  | HUN 3 25  | SPA 1 19  | SPA 2 Rit | SPA 3 26  | ZAN 1 17 | ZAN 2 9  | ZAN 3 28 | SOČ 1 16  | SOČ 2 C | SOČ 3 17  | 14° | 44    | 7° | 44    |
| 2021 | Dallara F3 2019 | Mecachrome V634 | Oliver Rasmussen  | CAT 1 Rit | CAT 2 19  | CAT 3 17  | LEC 1 17  | LEC 2 21  | LEC 3 22  | RBR 1 26  | RBR 2 16  | RBR 3 22 | HUN 1 18 | HUN 2 28 | HUN 3 21  | SPA 1 20  | SPA 2 21  | SPA 3 17  | ZAN 1 18 | ZAN 2 12 | ZAN 3 26 | SOČ 1 Rit | SOČ 2 C | SOČ 3 25† | 25° | 0     | 7° | 44    |
| 2021 | Dallara F3 2019 | Mecachrome V634 | Rafael Villagómez | CAT 1 19  | CAT 2 18  | CAT 3 28  | LEC 1 25  | LEC 2 27  | LEC 3 23  | RBR 1 21  | RBR 2 18  | RBR 3 19 | HUN 1 23 | HUN 2 21 | HUN 3 24  | SPA 1 27  | SPA 2 23  | SPA 3 Rit | ZAN 1 22 | ZAN 2 13 | ZAN 3 25 | SOČ 1 20  | SOČ 2 C | SOČ 3 Rit | 29° | 0     | 7° | 44    |

### Formula 2
| Anno | Telaio          | Motore           | Pilota          | 1         | 2         | 3         | 4        | 5         | 6        | 7         | 8        | 9        | 10        | 11        | 12       | 13       | 14        | 15        | 16       | 17        | 18        | 19        | 20        | 21       | 22        | 23        | 24        | PP  | Punti | PS  | Punti |
| ---- | --------------- | ---------------- | --------------- | --------- | --------- | --------- | -------- | --------- | -------- | --------- | -------- | -------- | --------- | --------- | -------- | -------- | --------- | --------- | -------- | --------- | --------- | --------- | --------- | -------- | --------- | --------- | --------- | --- | ----- | --- | ----- |
| 2020 | Dallara F2 2018 | Mecachrome V634T | Artëm Markelov  | RBR 1 Rit | RBR 2 18  | RBR 3 NP  | RBR 4 16 | HUN 1 Rit | HUN 2 14 | SIL 1 18  | SIL 2 11 | SIL 3 19 | SIL 4 11  | CAT 1 12  | CAT 2 16 | SPA 1 16 | SPA 2 8   | MNZ 1 17  | MNZ 2 16 | MUG 1 8   | MUG 2 20  | SOČ 1 15  | SOČ 2 12  | BHR 1 22 | BHR 2 10  | BHR 3 13  | BHR 4 20  | 18° | 5     | 10° | 13    |
| 2020 | Dallara F2 2018 | Mecachrome V634T | Giuliano Alesi  | RBR 1 6   | RBR 2 Rit | RBR 3 21  | RBR 4 15 | HUN 1 11  | HUN 2 10 | SIL 1 19  | SIL 2 18 | SIL 3 16 | SIL 4 20  | CAT 1 Rit | CAT 2 19 | SPA 1 18 | SPA 2 14  | MNZ 1 18  | MNZ 2 12 | MUG 1 Rit | MUG 2 Rit | SOČ 1 14  | SOČ 2 16  | BHR 1 17 | BHR 2 13  | BHR 3 15  | BHR 4 6   | 17° | 12    | 10° | 13    |
| 2020 | Dallara F2 2018 | Mecachrome V634T | Jake Hughes     | RBR 1     | RBR 2     | RBR 3     | RBR 4    | HUN 1     | HUN 2    | SIL 1     | SIL 2    | SIL 3    | SIL 4     | CAT 1     | CAT 2    | SPA 1    | SPA 2     | MNZ 1     | MNZ 2    | MUG 1     | MUG 2     | SOČ 1 12  | SOČ 2 Rit | BHR 1    | BHR 2     | BHR 3     | BHR 4     | 23° | 0     | 10° | 13    |
| 2020 | Dallara F2 2018 | Mecachrome V634T | Théo Pourchaire | RBR 1     | RBR 2     | RBR 3     | RBR 4    | HUN 1     | HUN 2    | SIL 1     | SIL 2    | SIL 3    | SIL 4     | CAT 1     | CAT 2    | SPA 1    | SPA 2     | MNZ 1     | MNZ 2    | MUG 1     | MUG 2     | SOČ 1     | SOČ 2     | BHR 1 18 | BHR 2 Rit | BHR 3 18  | BHR 4 21  | 26° | 0     | 10° | 13    |
| 2021 | Dallara F2 2018 | Mecachrome V634T | Alessio Deledda | BHR 1 18  | BHR 2 Rit | BHR 3 Rit | MON 1 18 | MON 2 12  | MON 3 17 | BAK 1 Rit | BAK 2 15 | BAK 3 19 | SIL 1 Rit | SIL 2 Rit | SIL 3 22 | MNZ 1 13 | MNZ 2 19  | MNZ 3 Rit | SOČ 1 18 | SOČ 2 C   | SOČ 3 17  | JDH 1 Rit | JDH 2 Rit | JDH 3 20 | CYM 1 18  | CYM 2 Rit | CYM 3 19  | 25° | 0     | 11° | 9     |
| 2021 | Dallara F2 2018 | Mecachrome V634T | Matteo Nannini  | BHR 1 14  | BHR 2 9   | BHR 3 10  | MON 1    | MON 2     | MON 3    | BAK 1 15  | BAK 2 11 | BAK 3 NP | SIL 1 15  | SIL 2 14  | SIL 3 18 | MNZ 1    | MNZ 2     | MNZ 3     | SOČ 1    | SOČ 2     | SOČ 3     | JDH 1     | JDH 2     | JDH 3    | CYM 1     | CYM 2     | CYM 3     | 22° | 1     | 11° | 9     |
| 2021 | Dallara F2 2018 | Mecachrome V634T | Jack Aitken     | BHR 1     | BHR 2     | BHR 3     | MON 1 16 | MON 2 9   | MON 3 18 | BAK 1 Rit | BAK 2 12 | BAK 3 11 | SIL 1 17  | SIL 2 18  | SIL 3 17 | MNZ 1    | MNZ 2     | MNZ 3     | SOČ 1    | SOČ 2     | SOČ 3     | JDH 1     | JDH 2     | JDH 3    | CYM 1     | CYM 2     | CYM 3     | 23° | 0     | 11° | 9     |
| 2021 | Dallara F2 2018 | Mecachrome V634T | Jake Hughes     | BHR 1     | BHR 2     | BHR 3     | MON 1    | MON 2     | MON 3    | BAK 1     | BAK 2    | BAK 3    | SIL 1     | SIL 2     | SIL 3    | MNZ 1 12 | MNZ 2 Rit | MNZ 3 13  | SOČ 1 4  | SOČ 2 C   | SOČ 3 18  | JDH 1     | JDH 2     | JDH 3    | CYM 1 Rit | CYM 2 13  | CYM 3 Rit | 18° | 8     | 11° | 9     |
| 2021 | Dallara F2 2018 | Mecachrome V634T | Logan Sargeant  | BHR 1     | BHR 2     | BHR 3     | MON 1    | MON 2     | MON 3    | BAK 1     | BAK 2    | BAK 3    | SIL 1     | SIL 2     | SIL 3    | MNZ 1    | MNZ 2     | MNZ 3     | SOČ 1    | SOČ 2     | SOČ 3     | JDH 1 16  | JDH 2 Rit | JDH 3 14 | CYM 1     | CYM 2     | CYM 3     | 29° | 0     | 11° | 9     |